# VidaCaixa
VidaCaixa es la filial aseguradora de CaixaBank. Su actividad se centra en el diseño, gestión y comercialización de seguros de vida y planes de pensiones para clientes individuales y corporativos. La compañía, con sede en Madrid, posee la mayor gestora de pensiones del país, con más de 67.000 millones de euros bajo gestión.
Opera principalmente a través de la red de oficinas de CaixaBank y de otros canales presenciales, como mediadores profesionales y consultores. También a través de canales directos como el teléfono o la plataforma de gestión en línea. La compañía participa como accionista de referencia de SegurCaixa Adeslas, que realiza su actividad en el negocio de no-vida, con un 49,9 % del capital.
VidaCaixa nace en 1992, heredando la actividad aseguradora y de previsión social que la Caja de Pensiones para la Vejez y de Ahorros, más conocida como La Caixa, había iniciado en 1904 con la emisión de la primera libreta de pensión de España.

## Historia

### De CaiFor a SegurCaixa Holding
La compañía nace como CaiFor en diciembre de 1992 a raíz de la firma del contrato de joint venture establecido entre la entidad financiera Caja de Ahorros y Pensiones de Barcelona, La Caixa, y el grupo bancoasegurador belga-holandés Fortis.
En el segundo trimestre del año 2007, La Caixa adquirió el porcentaje accionarial que obraba desde 1992 en poder de la corporación financiera belga-holandesa Fortis y el grupo pasa a denominarse SegurCaixa Holding. Se integra en ese momento en Criteria CaixaCorp, el holding que aglutinaba las compañías participadas por el Grupo La Caixa.

#### Adquisición de Adeslas y cambio de denominación a VidaCaixa Grupo
El 22 de octubre de 2009, Criteria CaixaCorp informó del acuerdo para adquirir Adeslas, aseguradora No-Vida centrada en el ramo salud. En junio de 2010 se formaliza la operación y Adeslas se integra en el grupo adoptando una nueva imagen corporativa y una nueva denominación comercial: SegurCaixa Adeslas. El grupo asegurador pasa a denominarse VidaCaixa Grupo.

### Integración en CaixaBank y cambio de denominación a VidaCaixa
El 1 de julio de 2011 inicia un proceso de reestructuración en el grupo La Caixa, por el cual Criteria CaixaCorp se convierte en un banco: CaixaBank. Las participaciones industriales se traspasan a un nuevo holding de inversión denominado Criteria CaixaHolding. El negocio asegurador, junto con el de banca minorista, se mantiene dentro de CaixaBank.
Ese mismo año, Mutua Madrileña adquiere el 50 % de SegurCaixa Adeslas. Con una inversión de más de 1000 millones de euros, la compra se convirtió en la mayor operación de bancaseguros que se ha llevado a cabo en España. De esta manera se segrega el negocio Vida, operado por VidaCaixa (quedando así su denominación), y el de No-Vida, operado por SegurCaixa Adeslas. La propiedad de esta última entidad se divide entre dos accionistas mayoritarios: VidaCaixa y Mutua Madrileña.
A cierre de 2015, Vidacaixa se convierte en la entidad líder del sector asegurador en España.